# Hubbard Lake (Michigan)
Der Hubbard Lake ist ein natürlicher See in den Townships Caledonia, Alcona und Hawes im Alcona County im amerikanischen Bundesstaat Michigan. Mit seiner Fläche von 35,8 km² ist er der zehntgrößte See in Michigan.
In Nord-Süd-Richtung beträgt die Breite des Sees 11 km und in Ost-West-Richtung die Länge 3 km. Die größte Tiefe des Sees beträgt 26 Meter, durchschnittlich sind es 9,9 m.
Er wird durch fünf Zuflüsse mit einem Einzugsgebiet von 378,14 km² gespeist. Das Wasser wird im Laufe von vier Jahren komplett ausgetauscht.
Die Gegend um den See ist kein inkorporiertes Siedlungsgebiet, es wird vom United States Census Bureau als Census-designated place mit dem Namen Hubbard Lake geführt. Eine gleichnamige Ortschaft befindet sich ein bis zwei Kilometer nördlich des Sees, liegt aber bereits in der Ossineke Township im benachbarten Alpena County.